# Superficie de un edificio
La superficie de un edificio, en arquitectura, y como término inmobiliario o legal, indica la superficie o área, medida en metros cuadrados, que tiene la planta (proyección horizontal) de un edificio o sus diversos recintos. La forma de definir la superficie del suelo depende de qué elementos del edificio se deben incluir, tales como paredes externas, paredes internas, patios, recintos de ascensor, de escaleras, etc. Hay varios criterios y denominaciones para la medición de la superficie o área. Las denominaciones más significativas son:
En edificios

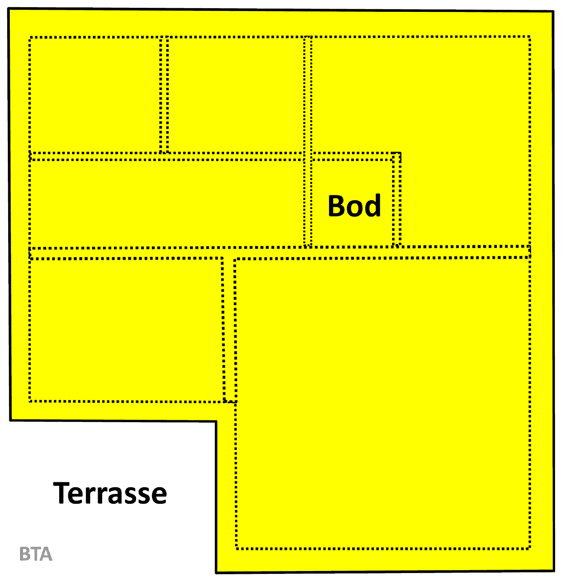
Superficie construida (en amarillo)

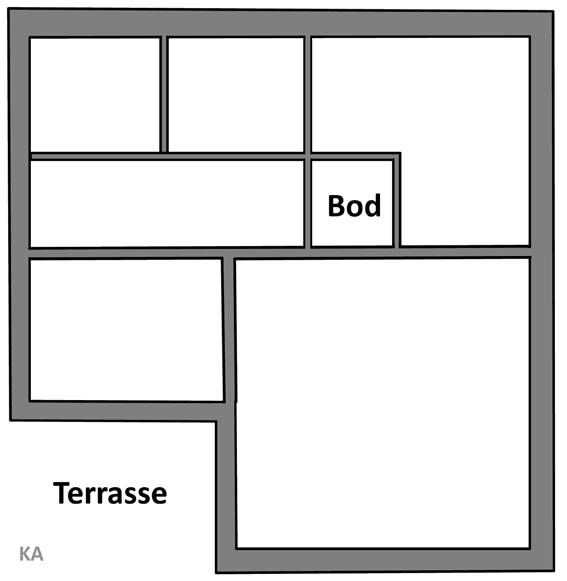
Superficie útil (en blanco)

- Superficie construida: la superficie total del suelo contenida dentro del edificio, medida por la cara exterior de las paredes externas.
- Superficie útil: La superficie del suelo de todos los recintos del edificio.

En viviendas
- Superficie construida: la superficie total del suelo contenida dentro de la vivienda, medida por la cara exterior de las paredes externas y por el eje de sus paredes medianeras.[1]
- Superficie útil: la superficie del suelo de todas las zonas de la vivienda y no pueden superar los 90 metros cuadrados y pueden ser viviendas habituales.

## Superficie computable
Dependiendo de la normativa aplicable, a efectos legales, pueden computar total o parcialmente las superficies de algunas zonas de la edificación, tales como balcones, terrazas, porches, soportales, etc., atendiendo a sus características.